# Langona biangula
Langona biangula är en spindelart som beskrevs av Peng X., Li S., Yang Z. 2004. Langona biangula ingår i släktet Langona och familjen hoppspindlar. Inga underarter finns listade i Catalogue of Life.